# Leggi sui dazi statunitensi
La lista dei dazi statunitensi comprende una serie di provvedimenti legislativi e accordi internazionali adottati dagli Stati Uniti d'America a partire dalla fine del XVIII secolo, con l'obiettivo di regolare il commercio internazionale, proteggere l'industria nazionale, generare entrate per il governo federale e influenzare le relazioni economiche con altri Paesi.
Nel corso della storia americana, le politiche tariffarie hanno subito notevoli cambiamenti, riflettendo l’evoluzione dell’economia nazionale, i mutamenti politici e le pressioni del contesto geopolitico globale.

## XVIII secolo

### Tariff Act del 1789
Il Tariff Act del 1789, noto anche come Hamilton Tariff, fu la prima legge tariffaria approvata dal Congresso degli Stati Uniti dopo la ratifica della Costituzione del 1787. La legge fu promulgata il 4 luglio 1789 ed entrò in vigore il 1º agosto dello stesso anno.
Dopo la guerra d’indipendenza, il governo degli Stati Uniti, sotto gli Articoli della Confederazione, non disponeva del potere di imporre dazi doganali, il che impediva una raccolta efficace delle entrate e rendeva difficile il pagamento dei debiti accumulati durante il conflitto. Con l’adozione della Costituzione degli Stati Uniti, il Congresso fu autorizzato a imporre dazi e accise, consentendo l’implementazione di una politica economica nazionale. Il segretario al Tesoro Alexander Hamilton sostenne l’uso delle tariffe come strumento per proteggere le industrie emergenti e generare entrate federali stabili.
Il Tariff Act introdusse dazi su un’ampia gamma di beni importati, con un’aliquota media dell’8,5%, e con tariffe più elevate su alcuni beni specifici considerati strategici per l’economia interna.
La legge includeva:
- Tariffe differenziate, con tasse più alte su beni di lusso come liquori e seta, e più basse su beni di uso comune[3].
- Una struttura che favoriva la marina mercantile americana, grazie a sconti sui dazi per merci importate su navi statunitensi[1].
- La creazione di un quadro fiscale stabile per finanziare il governo federale, che allora non disponeva di imposte dirette sul reddito[2].

Il Tariff Act del 1789 generò circa il 90% delle entrate federali negli anni immediatamente successivi alla sua approvazione. Inoltre, segnò l’inizio di un lungo dibattito nella storia americana tra protezionismo e libero scambio, che avrebbe influenzato le politiche commerciali del Paese per oltre un secolo. Il provvedimento fu particolarmente sostenuto dagli Stati del Nord industriale, mentre trovò resistenza negli Stati del Sud agricolo, dove si temeva un aumento dei costi sui beni importati.

### Tariff Act del 1790
La Tariff Act del 1790, formalmente nota come "An Act Laying Duties on Imports", fu proposta dal Segretario al Tesoro Alexander Hamilton. L'obiettivo principale era generare entrate per il governo federale attraverso dazi su vari beni importati, tra cui vini, spiriti distillati, tè e caffè. Questo atto rappresentava un tentativo di proteggere le industrie nazionali emergenti, rendendo più costosi i prodotti importati e incentivando il consumo di beni prodotti internamente.

### Tariff Act del 1791
La Tariff Act del 1791, ufficialmente denominata "An Act to Provide More Effectually for the Collection of the Duties Imposed by Law on Spirits Distilled within the United States", introdusse un'imposta sul whisky. Questo prelievo fiscale mirava a ridurre ulteriormente il debito pubblico accumulato durante la Guerra d'Indipendenza. Tuttavia, l'imposta sul whisky incontrò una forte opposizione, in particolare nelle regioni rurali dove la distillazione era una pratica comune, portando infine alla Ribellione del Whisky nel 1794.

### Tariff Act del 1792
La Tariff Act del 1792, nota anche come "An Act for Raising a Farther Sum of Money for the Protection of the Frontiers, and for Other Purposes Therein Mentioned", rappresentò il terzo tentativo di Hamilton di implementare tariffe protettive. Nonostante gli aumenti tariffari del 1790 e 1791, Hamilton riteneva che le tariffe non fossero ancora sufficientemente alte per proteggere adeguatamente le industrie nazionali. La Tariff Act del 1792 cercò di correggere questa lacuna, aumentando ulteriormente i dazi su una vasta gamma di beni importati.

## XIX secolo

### Tariff Act del 1816
Il Tariff Act del 1816, noto anche come Dallas Tariff, fu una legge tariffaria promulgata negli Stati Uniti il 27 aprile 1816, con l'obiettivo di proteggere le nascenti industrie americane dalla concorrenza straniera, principalmente britannica, attraverso l'imposizione di dazi sulle importazioni.
Dopo la Guerra del 1812, gli Stati Uniti affrontarono un afflusso di prodotti manifatturieri britannici a basso costo, che minacciavano la crescita delle industrie domestiche emergenti. Per contrastare questa situazione e promuovere l'autosufficienza economica, il Congresso decise di adottare misure protezionistiche.
Il Tariff Act del 1816 introdusse diversi livelli di dazi sulle importazioni:
- 25% ad valorem su manufatti in lana e cotone, per proteggere l'industria tessile nazionale[10].
- 20% ad valorem su prodotti come stoffe di canapa, calze di lana e cotone[10].
- 15% ad valorem su articoli non specificamente elencati in altre categorie[10].

Questi dazi erano previsti per una durata iniziale di tre anni, con una riduzione al 20% per alcuni prodotti dopo il 30 giugno 1819.
La tariffa ricevette supporto da politici come John C. Calhoun e Henry Clay, fautori di un'economia nazionale autosufficiente basata sul sistema americano. Tuttavia, recenti ricerche storiche suggeriscono che il sostegno del Sud fu meno uniforme di quanto tradizionalmente si credesse. Una lettera di Thomas Jefferson del 1816 mostra un certo favore verso misure che promuovano la produzione interna come forma di indipendenza economica e stabilità nazionale.
L'approvazione del Tariff Act del 1816 segnò l'inizio di una politica economica più protezionistica negli Stati Uniti, incentivando lo sviluppo industriale e riducendo la dipendenza dalle importazioni europee. La legge costituì un precedente importante per le future politiche tariffarie del XIX secolo.

### Tariff Act del 1824
Il Tariff Act del 1824 è una legge doganale approvata dal Congresso degli Stati Uniti il 22 maggio 1824, che aumentò significativamente i dazi su numerosi beni importati, con l'obiettivo di proteggere le industrie manifatturiere emergenti del paese. Questo provvedimento rappresentò un passo importante verso una politica economica più protezionista, in linea con il cosiddetto "American System" promosso da Henry Clay.
Dopo la Guerra del 1812, gli Stati Uniti sperimentarono un’ondata di nazionalismo economico che spinse molti leader politici a sostenere misure a favore dell’industria nazionale. Henry Clay, allora Speaker della Camera dei Rappresentanti, promosse un piano economico noto come “American System”, che prevedeva l’introduzione di dazi protettivi, una banca nazionale e investimenti federali in infrastrutture.
Il Tariff Act del 1824 fu una manifestazione legislativa di questo programma e intendeva promuovere una maggiore autosufficienza economica nazionale.
La legge aumentò i dazi su una vasta gamma di prodotti importati. Tra i principali interventi:
- Dazio del 30% ad valorem su manufatti in lana, che aumentava al 33,33% dopo il 30 giugno 1825[17];
- Dazi sui prodotti in cotone, lino, canapa e sui tessuti come tela per vele, osnaburg (tela grezza), juta e ticklenberg (tessuto robusto), pari al 15% ad valorem.[17];
- Incrementi sui dazi di vetro, piombo, ferro e altri metalli, al fine di proteggere i produttori nazionali da concorrenza estera[13].

Il Tariff Act del 1824 provocò forti reazioni regionali. Le aree del Nord e dell’Ovest, con un’economia orientata rispettivamente all’industria e all’agricoltura per il mercato interno, sostennero la legge. Al contrario, il Sud, dipendente dalle esportazioni di cotone e dalle importazioni di beni industriali, si oppose con forza al provvedimento, temendo ritorsioni commerciali europee e costi maggiori.
Queste tensioni gettarono le basi per scontri futuri tra le diverse regioni, che culminarono nel cosiddetto "Tariff of Abominations" del 1828.

### Tariff Act del 1828
Il Tariff Act del 1828, noto anche con il nome polemico di Tariffa delle Abominazioni (Tariff of Abominations), fu una legge tariffaria approvata dal Congresso degli Stati Uniti il 19 maggio 1828, con lo scopo di proteggere l'industria manifatturiera del Nord attraverso l'innalzamento delle tariffe doganali su numerosi beni importati.
Negli anni successivi alla guerra del 1812, il dibattito sulla protezione dell’industria nazionale divenne centrale. Henry Clay, promotore dell’"American System", sosteneva un'economia nazionale autosufficiente attraverso dazi protettivi, una banca nazionale e investimenti infrastrutturali.
Le pressioni politiche, in particolare dai produttori del Nord, portarono alla stesura di una tariffa estremamente protettiva, che fu infine approvata nel 1828, con il sostegno strategico anche di alcuni esponenti del Sud, i quali speravano che l’impopolarità della legge avrebbe danneggiato l’allora candidato presidenziale John Quincy Adams.
La legge impose aumenti tariffari su una vasta gamma di prodotti industriali e materie prime. Per esempio, il ferro laminato fu tassato fino a 37 dollari per tonnellata, mentre l'acciaio fu soggetto a un'imposta di 1,50 dollari per 112 libbre. Anche beni agricoli e tessili furono colpiti da alti dazi, tra cui la lana grezza, tassata con un’imposta combinata specifica e ad valorem del 40%.
Gli stati del Sud, prevalentemente agricoli e fortemente dipendenti dalle importazioni, percepirono la tariffa come una misura ingiusta, volta a favorire gli interessi industriali del Nord a spese della loro economia. La Carolina del Sud fu particolarmente colpita, tanto che il vicepresidente John C. Calhoun, originario dello stato, teorizzò il diritto alla nullificazione delle leggi federali ritenute incostituzionali.
La crisi culminò nel 1832, quando la Carolina del Sud tentò di annullare la tariffa a livello statale, dando origine alla Crisi della Nullificazione, una delle prime manifestazioni del conflitto tra poteri federali e statali negli Stati Uniti.

### Tariff Act del 1833
La Tariff Act del 1833, nota anche come Compromise Tariff, fu una legge federale degli Stati Uniti approvata per risolvere la Crisi della Nullificazione tra il governo federale e la Carolina del Sud. La legge stabiliva una riduzione progressiva delle tariffe doganali per placare le tensioni tra il Nord industriale e il Sud agricolo.
Negli anni precedenti, le Tariffe del 1828 e del 1832, considerate punitive dagli stati del Sud, avevano suscitato forti proteste, culminate nell’adozione da parte della Carolina del Sud dell’Ordinanza di Nullificazione, che dichiarava le tariffe federali nulle all’interno dello Stato. Il vicepresidente John C. Calhoun, originario della Carolina del Sud, sostenne la nullificazione come diritto degli stati a opporsi alle leggi federali ritenute incostituzionali.
Per evitare una crisi costituzionale e una possibile secessione, il senatore Henry Clay negoziò una legge che riduceva gradualmente le tariffe fino al 20% entro il 1842, un livello simile a quello del 1816. Contemporaneamente fu approvato il Force Bill, che autorizzava il presidente Andrew Jackson a usare la forza per far rispettare le leggi federali.
La legge permise di evitare lo scontro armato: la Carolina del Sud annullò l’Ordinanza di Nullificazione, anche se contestualmente rigettò simbolicamente il Force Bill. Tuttavia, il compromesso non risolse le questioni di fondo sul bilanciamento tra autorità federale e diritti statali, che riemergeranno con forza nel periodo prebellico.

### Tariff Act del 1842
Il Tariff Act del 1842 fu una legge significativa degli Stati Uniti, che riformò le politiche tariffarie del paese. Questa legge venne adottata durante la presidenza di John Tyler e sotto la spinta dell'amministrazione Whig, che mirava a ridurre il deficit federale e a proteggere l'industria nascente del paese.
Il Tariff Act del 1842 fu preceduto da una serie di politiche tariffarie che segnarono la storia economica degli Stati Uniti. La politica tariffaria americana era una questione di dibattito dal periodo della sua fondazione. La protezione dell'industria nazionale, insieme alla questione della distribuzione dei proventi doganali, era centrale nelle discussioni politiche dell'epoca. Nel 1830, ad esempio, la tariffa del 1828, nota come "Tariff of Abominations", aveva sollevato forti controversie, portando alla crisi della Nullification in Carolina del Sud, che cercava di annullare la legge federale nel proprio stato.
Nel 1833, il Compromesso di Tariffa di Clay aveva ridotto progressivamente le tariffe, ma alla fine degli anni '30, i problemi fiscali del governo federale tornarono a farsi sentire, e la necessità di risorse per far fronte a un crescente deficit portò alla proposta di un nuovo tariffario più alto.
Il Tariff Act del 1842 alzò notevolmente le tariffe su molti beni importati, con un aumento significativo per i prodotti agricoli, i manufatti e altre merci. Il tasso medio di protezione passò dal 25% circa a circa il 32%, il che segnò un notevole cambiamento rispetto alla politica tariffaria più moderata del decennio precedente. Questa politica mirava a sostenere le industrie in espansione, soprattutto nel settore tessile e nelle miniere di carbone. Il Tariff Act del 1842 fu una risposta alle difficoltà economiche che l'America affrontava a causa della recessione del 1839 e dei conflitti politici interni, come la questione della Nullificazione.
Il disegno della legge, pur cercando di generare entrate per il governo federale, includeva anche disposizioni che volevano favorire il business interno e, in alcuni casi, abbassare le tariffe per determinati beni di consumo. Tuttavia, la legge fu principalmente una risposta alle pressioni degli industriali del Nord, che chiedevano una maggiore protezione contro la concorrenza estera. La legge ebbe anche l'effetto di ridurre il surplus di entrate derivante dalle alte tariffe, un problema che avrebbe portato a una discussione continua sulle politiche fiscali del paese.
Dal punto di vista economico, il Tariff Act del 1842 ebbe effetti significativi sull'economia degli Stati Uniti. Le industrie protette, in particolare quelle tessili, beneficiavano di un ambiente commerciale più favorevole, mentre i consumatori, in particolare nelle aree rurali, affrontarono l'aumento dei prezzi per i beni importati. Le tariffe più alte danneggiarono anche i legami commerciali degli Stati Uniti con altri paesi, in particolare il Regno Unito, che protestò contro le nuove imposizioni fiscali, portando a una maggiore tensione nelle relazioni internazionali.
Politicamente, la legge suscitò reazioni contrastanti. I democratici, sotto la guida di figure come John C. Calhoun, opposero la legge, considerandola troppo protezionista e dannosa per gli agricoltori. D'altra parte, i Whig, che sostennero l'amministrazione di Tyler, la considerarono una vittoria per l'industria e il commercio del Nord. La legge venne modificata nel 1846 con l'introduzione del Tariff Act del 1846, che ridusse ulteriormente le tariffe in un tentativo di stimolare il commercio internazionale e ridurre le tensioni con le nazioni straniere.

### Tariff act del 1846
La Walker Tariff Act, nota anche come Tariff Act del 1846, fu una legge doganale approvata dal Congresso degli Stati Uniti il 30 luglio 1846, su proposta del Segretario al Tesoro Robert J. Walker durante l'amministrazione del presidente James K. Polk.
Negli anni precedenti alla sua approvazione, gli Stati Uniti avevano adottato una politica commerciale fortemente protezionistica, culminata con la Tariff Act del 1842. La vittoria elettorale dei democratici nel 1844 e l'elezione di Polk aprirono la strada a una revisione in senso liberista della politica doganale, sostenuta da Walker nel suo rapporto annuale al Congresso.
La legge ridusse la media delle tariffe doganali dal 32% al 25%, adottando un sistema ad valorem su molte categorie di beni e semplificando l'intero impianto tariffario. Tale approccio mirava a incentivare il commercio internazionale e ad abbassare i prezzi per i consumatori statunitensi.
Contrariamente alle previsioni di riduzione delle entrate, la riforma contribuì all’aumento delle entrate doganali e favorì l’espansione del commercio estero, specialmente con il Regno Unito, che nel frattempo aveva abrogato le proprie Corn Laws. Inoltre, la legge contribuì a ridurre le tensioni con la Gran Bretagna, già alte per la questione dell'Oregon.
La Walker Tariff segnò un'importante transizione nella politica commerciale degli Stati Uniti, rappresentando uno dei primi esempi significativi di liberalizzazione del commercio in epoca moderna. Anche se successivamente il protezionismo tornò a influenzare le scelte tariffarie americane, la legge del 1846 rimane un punto di riferimento nella storia della politica fiscale statunitense.

### Tariff Act del 1857
La Tariff Act del 1857 fu una legge tariffaria approvata dal Congresso degli Stati Uniti durante l’amministrazione del presidente James Buchanan, ed entrò in vigore il 1° luglio 1857.
Negli anni precedenti al 1857, l’economia statunitense era caratterizzata da un surplus di bilancio, favorito dall’incremento del commercio internazionale e da una fase espansiva generale. Il Sud agricolo e il Nord portuale erano favorevoli a tariffe più basse per facilitare l'importazione di beni manufatti europei e sostenere l’esportazione di prodotti agricoli.
La legge fu una prosecuzione dell’approccio libero-scambista già avviato con la Tariff Act del 1846, nota anche come Walker tariff, che aveva introdotto una forte riduzione dei dazi.
La Tariff Act del 1857 ridusse l’aliquota media dei dazi dal 20% al 17%, semplificando le categorie tariffarie a tre fasce e rendendo numerosi beni esenti da tassazione. I dazi su prodotti industriali come ferro, lana e tessuti vennero ridotti, colpendo direttamente l’industria manifatturiera del Nord-Est.
La legge ebbe vita breve a causa del Panico del 1857, una crisi finanziaria che colpì duramente il settore bancario e quello ferroviario, aggravata dal calo del valore delle esportazioni agricole e dalla diminuzione delle entrate doganali. Il deficit di bilancio federale che ne seguì suscitò aspre critiche da parte dei protezionisti del Nord.
Le pressioni politiche portarono all’abrogazione della legge nel 1861 con l’approvazione della Morrill tariff, che segnò un ritorno al protezionismo.
La Tariff Act del 1857 fu l’ultima grande riforma in senso libero-scambista prima della Guerra Civile Americana, e riflette le tensioni economiche tra le regioni industrializzate del Nord e quelle agricole del Sud.

### Tariff Act del 1861
La Tariff Act del 1861, comunemente nota come Morrill Tariff, è stata una legge tariffaria approvata dal Congresso degli Stati Uniti il 2 marzo 1861, poco prima dell'insediamento del presidente Abraham Lincoln. La legge prende il nome da Justin Smith Morrill, deputato del Vermont e promotore della proposta, e rappresenta un importante punto di svolta nella politica commerciale statunitense del XIX secolo.
Prima della guerra civile americana, le tariffe erano una delle principali fonti di entrate per il governo federale. Nel corso degli anni, il dibattito tra protezionismo e libero scambio aveva diviso profondamente il Nord e il Sud. Il Nord industriale spingeva per tariffe elevate a protezione della manifattura locale, mentre il Sud agricolo, fortemente dipendente dalle esportazioni e dalle importazioni, preferiva tariffe basse.
Il precedente sistema tariffario, stabilito nel 1857, aveva ridotto significativamente le tariffe doganali, ma fu considerato insostenibile dopo la crisi finanziaria del 1857 e a causa del crescente deficit federale.
La Morrill Tariff incrementò le tariffe doganali su numerosi beni importati, in alcuni casi quasi raddoppiandole rispetto ai livelli del 1857. Le nuove aliquote prevedevano una protezione diretta per industrie come la produzione di ferro, tessuti e beni di consumo, mirando a rendere l'importazione meno competitiva rispetto alla produzione interna.
Inoltre, la legge autorizzava l’emissione di titoli di stato e di note del Tesoro per fronteggiare il fabbisogno fiscale del governo, un chiaro segnale delle difficoltà economiche precedenti alla guerra.
L’adozione della Morrill Tariff aggravò le tensioni tra Nord e Sud. Per il Sud, la legge rappresentava un ulteriore esempio di imposizione federale che danneggiava i suoi interessi economici. Sebbene la secessione fosse principalmente legata alla questione della schiavitù, l’inasprimento tariffario fu citato da diversi leader sudisti come una delle ingiustizie economiche subite.
In Europa, la tariffa ridusse la competitività dei prodotti europei sul mercato americano, suscitando preoccupazioni nei governi britannico e francese, che vedevano in essa un ostacolo al libero scambio e una possibile leva politica del Nord.
Mentre alcuni studiosi hanno ipotizzato che la Morrill Tariff possa essere stata una causa significativa della Guerra Civile, questa teoria è generalmente considerata una semplificazione. La maggior parte degli storici concorda sul fatto che la questione della schiavitù rimanga il fattore centrale del conflitto. Tuttavia, l’analisi economica dimostra che la tariffa contribuì a rendere ancora più profonda la frattura tra le due regioni.

### Tariff act del 1872
La Tariff Act del 1872 è una legge statunitense nota per un errore di punteggiatura che causò una significativa perdita di entrate per il governo degli Stati Uniti. Un semplice errore di trascrizione, nello specifico una virgola fuori posto, portò a un'interpretazione errata delle esenzioni tariffarie, con un impatto economico stimato in circa 2 milioni di dollari dell'epoca, equivalenti a circa 38,4 milioni di dollari odierni ,.
Nel XIX secolo, le tariffe doganali rappresentavano una delle principali fonti di entrate per il governo federale degli Stati Uniti. La Tariff Act del 1870 imponeva dazi su vari prodotti, tra cui una tassa del 20% su arance, limoni, ananas e uva, e una del 10% su lime, banane, mango, pomeli e noci di cocco .

La Tariff Act del 1872 includeva una "lista di esenzione" per determinati beni importati. Il testo intendeva esentare dai dazi doganali le 
. Tuttavia, a causa di un errore di trascrizione, il testo fu pubblicato come 
, separando "fruit" da "plants" con una virgola .
Questa modifica alterò significativamente il significato della frase, suggerendo che sia i frutti tropicali e subtropicali che le piante fossero esenti da dazi. Gli importatori sfruttarono questa ambiguità per evitare il pagamento dei dazi su frutti costosi come ananas e banane .
Il Dipartimento del Tesoro, sotto la guida del Segretario William Richardson, inizialmente sostenne che la virgola fosse un errore tipografico e che l'intenzione fosse esentare solo le "fruit-plants" (piante da frutto). Tuttavia, l'interpretazione legale prevalente favorì gli importatori, portando a una perdita di entrate stimata in circa 2 milioni di dollari dell'epoca, equivalenti a circa 38,4 milioni di dollari odierni .
Il Congresso degli Stati Uniti intervenne successivamente per correggere l'errore. Le tariffe sui frutti tropicali e subtropicali furono ripristinate in leggi tariffarie successive, chiudendo la scappatoia creata dall'errore di punteggiatura .
Impatto e significato
L'incidente della Tariff Act del 1872 è spesso citato come uno degli errori di punteggiatura più costosi nella storia legislativa. Sottolinea l'importanza della precisione nella redazione legislativa e ha avuto un impatto duraturo sulla consapevolezza riguardo all'importanza della punteggiatura nei testi legali .

### Reciprocity Treaty del 1875
Il Trattato di reciprocità del 1875 fu un accordo commerciale bilaterale tra il Regno delle Hawaii e gli Stati Uniti d'America, finalizzato a stabilire legami economici più stretti e a rafforzare l’influenza statunitense nel Pacifico. Il trattato fu firmato il 30 gennaio 1875 ed entrò in vigore nel settembre 1876 .
Durante la metà del XIX secolo, l’economia hawaiana si basava in larga parte sulla coltivazione e sull’esportazione dello zucchero. Tuttavia, i dazi imposti dagli Stati Uniti riducevano la competitività dei prodotti hawaiani sul mercato nordamericano . Inoltre, l’industria dello zucchero era dominata da interessi economici statunitensi, molti dei quali avevano investimenti diretti nelle isole .
Il trattato fu negoziato da una delegazione hawaiana guidata dal re David Kalākaua, assistito da Henry A. P. Carter, William Lowthian Green e dal giudice Elisha Hunt Allen, ambasciatore alle Hawaii per gli Stati Uniti . Gli Stati Uniti, dal canto loro, erano motivati da interessi strategici legati alla posizione geografica delle isole, fondamentali per il commercio e la sicurezza navale nel Pacifico .
Il trattato prevedeva che prodotti agricoli hawaiani come zucchero, melassa, riso e cotone potessero entrare nel mercato statunitense senza dazi doganali. In cambio, le Hawaii si impegnavano a non concedere concessioni simili ad altre potenze straniere e a non vendere o affittare parti del proprio territorio a paesi terzi .
Estensione del trattato (1884)
Nel 1884 fu firmato un emendamento che prorogava il trattato e consentiva agli Stati Uniti di ottenere diritti esclusivi su Pearl Harbor, un porto strategico sulla costa dell’isola di Oʻahu. Questo emendamento fu ratificato nel 1887, sancendo ulteriormente la crescente influenza statunitense sulle Hawaii .
L'accordo portò a una rapida crescita economica per il Regno delle Hawaii: tra il 1874 e il 1890, le esportazioni hawaiane aumentarono di oltre il 700%, trainate in particolare dallo zucchero . Tuttavia, questa crescita portò anche a una progressiva perdita di sovranità, poiché le élite economiche, prevalentemente americane, acquisirono un controllo crescente sull’economia e sulla politica interna del regno .
Il trattato è considerato da molti storici un passo cruciale verso la successiva annessione delle Hawaii agli Stati Uniti, avvenuta ufficialmente nel 1898 .

### Tariff Act del 1883
La Tariff Act del 1883, soprannominata anche "Mongrel Tariff" (in italiano: tariffa bastarda), fu una legge tariffaria approvata dal Congresso degli Stati Uniti il 3 marzo 1883, durante la presidenza di Chester A. Arthur.
Dopo la Guerra Civile, gli Stati Uniti adottarono tariffe elevate sia per proteggere le industrie nazionali emergenti sia per finanziare le attività del governo federale. Nei primi anni 1880, l'economia americana stava crescendo e le entrate derivanti dai dazi doganali generarono un surplus significativo. Tale surplus indusse pressioni politiche per una riforma tariffaria che riducesse le imposte sulle importazioni.
Nel 1882, il Congresso istituì una Commissione tariffaria per proporre una revisione del sistema. Tuttavia, i membri della commissione erano in gran parte protezionisti e le raccomandazioni finali risultarono orientate alla tutela dell'industria più che alla liberalizzazione commerciale.
La Tariff Act del 1883 ridusse in media le tariffe di circa l’1,5%, ma lo fece in modo irregolare: alcuni articoli ebbero forti riduzioni, altri rimasero invariati e su diversi prodotti finiti le tariffe vennero addirittura aumentate. Molte delle proposte della Commissione furono ignorate o modificate durante il processo legislativo.
Il termine "Mongrel Tariff" fu coniato per sottolineare la natura confusa e contraddittoria della legge, che risultò da una serie di compromessi politici.
Il presidente Arthur aveva auspicato una riduzione del 20–25% delle tariffe, ma il Congresso approvò una legge che ridusse le imposte doganali in media solo dell’1,47%. Arthur firmò comunque la legge, pur riconoscendone i limiti.
La legge risultò impopolare. I sostenitori del libero scambio la considerarono un fallimento, mentre i protezionisti criticarono le concessioni fatte. Questa insoddisfazione contribuì al declino del Partito Repubblicano nelle elezioni successive, specialmente nelle regioni del Sud e dell’Ovest.
Uno degli effetti politici più duraturi della Tariff Act del 1883 fu la creazione di una nuova procedura legislativa nella Camera dei Rappresentanti, nota come "special rule", volta a semplificare l'approvazione di proposte complesse come quelle tariffarie. Questa innovazione procedurale influenzò in modo significativo il funzionamento della legislazione fiscale negli anni a venire.

### Tariff Act del 1890
La Tariff Act del 1890, conosciuta anche come McKinley Tariff, fu una legge tariffaria degli Stati Uniti d'America promulgata il 1º ottobre 1890, che aumentò in modo significativo le tariffe sulle importazioni, portando l'aliquota media al 48,4%.
La legge fu proposta dal rappresentante repubblicano William McKinley, allora presidente della Commissione Ways and Means della Camera, con l'obiettivo di rafforzare la protezione dell’industria americana in un periodo di crescente competizione internazionale e industrializzazione interna.
La McKinley Tariff aumentò drasticamente i dazi su un ampio numero di beni importati, soprattutto prodotti industriali come tessuti, ceramiche e metalli lavorati. Tuttavia, furono esentati dal dazio beni di largo consumo come caffè, tè e zucchero, che vennero inseriti nella "lista franca", ossia l'elenco dei prodotti esenti da imposte doganali.
Un aspetto distintivo della legge fu l'inserimento dell’obbligo di etichettatura per tutti i prodotti importati, che dovevano riportare chiaramente il paese di origine in lingua inglese. Questa disposizione influenzò in particolare i produttori di porcellane giapponesi, i quali cominciarono a marcare i propri prodotti con la scritta "Nippon", la parola giapponese per "Giappone".
L'aumento dei dazi generò un incremento dei prezzi al consumo interno e suscitò un diffuso malcontento tra la popolazione, che percepì la legge come favorevole agli interessi dei grandi industriali. Questo malcontento si rifletté nelle elezioni di medio termine del 1890, in cui il Partito Repubblicano subì una pesante sconfitta, perdendo la maggioranza alla Camera dei Rappresentanti.
Le difficoltà economiche e le critiche alla legge portarono, nel 1894, all’approvazione del Wilson-Gorman Tariff Act, che ridusse alcune delle tariffe introdotte nel 1890. Tuttavia, nel 1897, il Dingley Tariff Act aumentò nuovamente i dazi, segnando un continuo alternarsi tra protezionismo e liberalizzazione nel sistema commerciale statunitense.

### Tariff Act del 1894
Il Tariff Act del 1894, noto anche come Wilson-Gorman Tariff Act, fu una legge federale degli Stati Uniti che introdusse una serie di modifiche alla politica tariffaria del paese, in un momento di crisi economica. Il provvedimento, approvato dal Congresso e firmato dal presidente Grover Cleveland il 28 agosto 1894, rappresentò un tentativo di ridurre le tariffe doganali sui beni importati e, contemporaneamente, di introdurre un'imposta sul reddito federale per la prima volta nella storia degli Stati Uniti .
Alla fine del XIX secolo, gli Stati Uniti stavano affrontando una grave depressione economica, nota come la Depressione del 1893. La crisi si manifestò in un calo della produzione industriale, l'alto tasso di disoccupazione e la fallimentare crisi bancaria. In tale contesto, la politica tariffaria divenne un tema di forte dibattito. Le alte tariffe protezionistiche, in vigore da decenni, avevano lo scopo di proteggere le industrie interne, ma venivano considerate da alcuni come un ostacolo al commercio e alla crescita economica .
Il Wilson-Gorman Tariff Act del 1894 ridusse mediamente le tariffe doganali sugli articoli importati, eliminando o abbassando i dazi su numerosi beni, tra cui materie prime e prodotti finiti. L'intenzione era quella di favorire il commercio internazionale e stimolare l'economia, abbassando i costi per i consumatori e le imprese americane .
Una delle caratteristiche più significative di questa legge fu l'introduzione di un'imposta sul reddito. Sebbene non fosse una tassa sull'intero reddito, ma solo sui redditi superiori ai 4.000 dollari, rappresentò comunque una svolta importante nelle politiche fiscali degli Stati Uniti. Il nuovo sistema imponeva una tassa del 2% sui redditi più alti, destinata a compensare la riduzione delle entrate doganali .
Nonostante l'intento di stimolare l'economia, l'atto non fu senza controverse implicazioni politiche ed economiche. La legge, infatti, non riuscì a soddisfare completamente le aspettative di chi voleva una riduzione significativa delle tariffe e una più equa distribuzione del carico fiscale. Le nuove imposte sul reddito vennero dichiarate incostituzionali dalla Corte Suprema degli Stati Uniti nel 1895, citando la violazione delle disposizioni relative alle imposte dirette previste dalla Costituzione .
Inoltre, molte industrie protette da alte tariffe rimasero insoddisfatte dalla riduzione, mentre i sostenitori del protezionismo, tra cui molti membri del Partito Repubblicano, criticarono la legge per i suoi effetti su alcune industrie cruciali come l'acciaio e il carbone. Nonostante ciò, la legge segnò un passo importante verso una politica fiscale più diversificata e introdusse per la prima volta il concetto di imposta sul reddito a livello federale .
Il Wilson-Gorman Tariff Act divenne un tema centrale nelle elezioni presidenziali del 1896. L'incapacità di Grover Cleveland di raggiungere un compromesso definitivo con le sue proposte tariffarie e fiscali contribuì al suo ritiro dalle scene politiche. Le tariffe e le questioni fiscali continuarono a essere un punto di divisione tra i partiti politici, con i democratici favorevoli a una maggiore riduzione delle tariffe e i repubblicani a favore di politiche protezionistiche .
Il Wilson-Gorman Tariff Act rimase un esempio significativo di politica tariffaria e fiscale, anche se il suo impatto immediato fu limitato dalla dichiarazione di incostituzionalità dell'imposta sul reddito e dalla necessità di riforme successive. Tuttavia, la sua introduzione segnò l'inizio di un cambiamento nell'approccio degli Stati Uniti verso la politica fiscale, e la legge ispirò in seguito altre proposte di riforma economica .
Nel lungo termine, la questione delle tariffe e delle imposte sul reddito divenne una delle questioni politiche chiave, con ripercussioni che si estenderanno fino al 20° secolo, culminando nell'introduzione dell'imposta sul reddito permanente con il Revenue Act del 1913 e nella progressiva liberalizzazione commerciale nei decenni successivi .

### Tariff Act del 1897
Il Tariff Act del 1897, noto anche come Dingley Tariff Act, fu una legge tariffaria approvata dal Congresso degli Stati Uniti il 24 luglio 1897, con lo scopo di aumentare in modo significativo i dazi sulle merci importate, a seguito della crisi economica seguita al Panico del 1893.
Nel contesto delle politiche protezionistiche del XIX secolo, il Partito Repubblicano sosteneva alti dazi per proteggere l’industria nazionale, mentre i Democratici preferivano tariffe più basse per contrastare le pratiche monopolistiche. Dopo l’elezione di William McKinley nel 1896, che si era già distinto come promotore del protezionismo, fu convocata una sessione speciale del Congresso nel marzo 1897 per affrontare la questione tariffaria.
La legge fu redatta da Nelson Dingley Jr., presidente della Commissione Ways and Means della Camera dei Rappresentanti. Inizialmente pensata per aumenti moderati, fu modificata al Senato per includere incrementi tariffari molto più elevati grazie a compromessi tra senatori orientali e occidentali. Le tariffe furono portate a una media del 57%, il livello più alto nella storia degli Stati Uniti fino a quel momento.
I beni colpiti includevano zucchero, sale, tabacco, ferro, acciaio, rame, vetro, alcolici, fiammiferi e articoli in pelle.
Il Dingley Tariff Act contribuì a un aumento del costo della vita stimato intorno al 25% tra il 1897 e il 1907. Tuttavia, l’effetto fu mitigato dall’afflusso d’oro proveniente dal Klondike, che aiutò a stimolare la ripresa economica e segnò l’inizio di un decennio di prosperità.
La legge rimase in vigore per oltre un decennio, fino alla sua parziale sostituzione con il Payne-Aldrich Tariff Act nel 1909, e più tardi con l’Underwood Tariff del 1913, che ridusse i dazi e introdusse una nuova fonte di entrata per il governo: l’imposta federale sul reddito, resa possibile dal XVI Emendamento.

## XX secolo

### Tariff Act del 1909
Il Tariff Act del 1909, conosciuto anche come Payne–Aldrich Tariff Act, fu una legge tariffaria approvata dal Congresso degli Stati Uniti e promulgata dal presidente William H. Taft il 5 agosto 1909. Sebbene introdotto con l’intento di ridurre le tariffe doganali, il provvedimento finì per mantenere o aumentare molti dei dazi esistenti, suscitando l'opposizione dell'ala progressista del Partito Repubblicano.
Alla fine del XIX secolo, la politica tariffaria era un tema divisivo: l’industria del Nord sosteneva tariffe elevate per proteggere la produzione nazionale, mentre l’agricoltura del Sud e dell’Ovest denunciava l’aumento dei costi per beni importati. Il candidato repubblicano Taft aveva promesso una revisione in senso riduttivo delle tariffe durante la campagna elettorale del 1908.
Il disegno di legge fu proposto inizialmente alla Camera da Sereno E. Payne, con l’obiettivo di abbassare le tariffe su beni di largo consumo. Tuttavia, il testo fu successivamente modificato al Senato sotto l’influenza di Nelson W. Aldrich, che reintrodusse numerosi aumenti doganali su beni industriali.
Il Tariff Act del 1909 prevedeva un ampio insieme di misure, tra cui l’imposizione di nuove tariffe su prodotti chimici, manufatti industriali e beni di consumo. Le tariffe doganali furono aumentate su numerosi articoli, tra cui acidi, composti alcolici, e prodotti chimici industriali.
Una delle innovazioni più significative fu l’introduzione di una tassa federale del 1% sui redditi netti delle società superiori a 5.000 dollari, che rappresentò un primo passo verso la futura imposta sul reddito personale. Inoltre, fu istituito un Tariff Board con il compito di raccogliere dati economici e valutare gli effetti delle politiche tariffarie.
La legge fu accolta con forte disapprovazione dai progressisti, che la considerarono un tradimento delle promesse elettorali di riduzione tariffaria. Anche la stampa si schierò contro il provvedimento: molte testate denunciarono l’impatto negativo sulle importazioni di carta da giornale e il favore verso i monopoli industriali.
Le critiche portarono a un’accesa frattura nel Partito Repubblicano, alimentando il malcontento tra i sostenitori di Theodore Roosevelt.
L’approvazione del Tariff Act del 1909 fu un fattore determinante nella crisi del Partito Repubblicano, culminata nella scissione del 1912 e nella creazione del Partito Progressista. Inoltre, la controversa tassa sulle imprese aprì la strada al Sedicessimo Emendamento della Costituzione degli Stati Uniti, che legalizzò la tassazione sul reddito personale nel 1913.

### Revenue Act del 1913
La Revenue Act of 1913, nota anche come Underwood Tariff, fu una legge fiscale approvata dal Congresso degli Stati Uniti nel 1913. Il suo nome deriva dal deputato democratico Oscar Underwood, che fu il principale sponsor della legge. Questo provvedimento segnò una svolta importante nella politica fiscale e commerciale americana, poiché ridusse significativamente le tariffe doganali e introdusse un'imposta sul reddito federale .
Nel periodo antecedente alla legge, gli Stati Uniti si trovavano in una situazione economica in cui le tariffe doganali erano la principale fonte di entrate per il governo federale. Le tariffe erano state oggetto di discussione politica per anni, con il Partito Democratico che le considerava un ostacolo al libero commercio e al benessere dei consumatori. Inoltre, i progressisti vedevano la necessità di una riforma fiscale che riducesse la dipendenza dalle tariffe e promuovesse un sistema fiscale più equo .
Nel 1912, Woodrow Wilson fu eletto presidente con la promessa di ridurre le tariffe e modernizzare il sistema fiscale, e l'Underwood Tariff Act divenne il primo passo per attuare questa promessa .
La Revenue Act of 1913 ebbe due effetti principali:
- Riduzione delle tariffe doganali: La legge ridusse mediamente le tariffe sui beni importati di circa il 15%. Questa riduzione fu una delle più significative della storia degli Stati Uniti, riflettendo la volontà di stimolare il commercio internazionale e ridurre i costi per i consumatori. L'Underwood Tariff rappresentò un allontanamento dalla politica protezionistica che aveva caratterizzato il periodo precedente, segnando l'inizio di un'era di politiche commerciali più liberiste [92].
- Introduzione dell'imposta sul reddito: Un'altra disposizione fondamentale della legge fu l'introduzione di un'imposta federale sul reddito, che mirava a compensare la perdita di entrate derivante dalla riduzione delle tariffe. La legge stabiliva un'imposta progressiva sul reddito, con aliquote che partivano dal 1% per i redditi più bassi e arrivavano fino al 7% per quelli più alti. Questa imposta sul reddito rappresentò un passo verso la modernizzazione del sistema fiscale e la diversificazione delle fonti di entrate del governo federale [94].

L'introduzione dell'imposta sul reddito fu una mossa controversa, poiché segnò un cambiamento radicale nelle politiche fiscali degli Stati Uniti. Sebbene inizialmente limitata, questa tassa divenne un componente centrale del sistema fiscale statunitense nel corso del XX secolo. La riduzione delle tariffe doganali, d'altra parte, stimolò il commercio internazionale e fu vista come un successo per la politica di libero mercato promossa dai Democratici .
Il partito repubblicano si oppose fermamente alla legge, sostenendo che la riduzione delle tariffe avrebbe danneggiato le industrie domestiche e ridotto la capacità del governo di finanziare i suoi programmi. Nonostante le critiche, la legge fu approvata nel 1913 e rappresentò un importante passo verso la modernizzazione dell'economia americana .
L'Underwood Tariff ebbe ripercussioni significative a lungo termine. L'introduzione dell'imposta sul reddito, che divenne la principale fonte di entrate federali, ha avuto un impatto duraturo sulla politica fiscale degli Stati Uniti, dando inizio all'espansione del sistema fiscale progressivo. Nel corso dei decenni successivi, l'imposta sul reddito fu progressivamente aumentata, diventando il pilastro delle finanze federali .
Inoltre, la riduzione delle tariffe doganali contribuì ad aprire il mercato statunitense al commercio internazionale e rafforzò la posizione degli Stati Uniti come una delle principali potenze economiche mondiali. Tuttavia, il cambiamento verso politiche commerciali più liberiste non fu immediatamente accolto con entusiasmo da tutte le categorie produttive, e la questione delle tariffe rimase un tema di dibattito nelle decadi successive .
La Revenue Act of 1913 (Underwood Tariff) fu una legge fondamentale nella storia fiscale e commerciale degli Stati Uniti, segnando una transizione importante verso politiche fiscali più progressive e liberiste. La sua approvazione rappresentò una vittoria per il movimento riformista e per il Partito Democratico, che cercava di ridurre l'influenza delle grandi corporazioni e di migliorare la giustizia fiscale. La legge non solo influenzò l'economia statunitense del periodo, ma stabilì anche un precedente per le future riforme fiscali .

### Emergency Tariff Act del 1921
L'Emergency Tariff Act del 1921 (Legge d'Emergenza sulle Tariffe  del 1921) fu una legge commerciale statunitense che introdusse dazi protettivi sul commercio internazionale, con l'intento di proteggere l'industria americana dalla concorrenza estera, in un periodo di difficoltà economica dopo la Prima Guerra Mondiale. La legge venne promulgata dal presidente Warren G. Harding il 18 maggio 1921, come risposta alla crescente pressione dei produttori e dei lavoratori americani che lamentavano la concorrenza dei prodotti esteri a basso costo .
Nel periodo immediatamente successivo alla fine della Prima Guerra Mondiale, gli Stati Uniti affrontavano una serie di sfide economiche, tra cui una forte inflazione e disoccupazione, oltre a una crisi agricola. Le esportazioni e la produzione industriale erano diminuite e, al contempo, l'economia si trovava ad affrontare la concorrenza dei prodotti esteri che erano più economici grazie a politiche protezionistiche in altre nazioni. Questo scenario fece crescere il sostegno per politiche protezionistiche negli Stati Uniti, con l'obiettivo di ridurre l'afflusso di beni esteri e stimolare l'industria interna .
L'Emergency Tariff Act del 1921 stabilì una serie di aumenti dei dazi su una varietà di prodotti agricoli e industriali, con l'intento di rendere i prodotti importati più costosi e meno competitivi rispetto a quelli fabbricati negli Stati Uniti. In particolare, la legge impose dazi più alti sui prodotti agricoli come il grano, il mais, il lardo e altri beni, nonché su alcuni prodotti industriali. Sebbene la legge non fosse una misura permanente, mirava ad affrontare la crisi economica a breve termine, senza compromettere completamente il commercio internazionale .
La legge fu adottata in risposta alle preoccupazioni degli agricoltori e delle industrie americane, che erano preoccupati per la concorrenza dei prodotti esteri che venivano venduti a prezzi più bassi, aggravando la difficoltà economica del paese. La legislazione fu una risposta alle pressioni politiche di coloro che chiedevano protezione per le industrie interne .
Il piano tariffario d'emergenza contribuì a una temporanea protezione per l'industria statunitense, sebbene gli effetti a lungo termine fossero controversi. I sostenitori della legge ritenevano che avrebbe aiutato a stabilizzare il mercato interno, stimolato la produzione e ridotto la disoccupazione. Tuttavia, i critici sostenevano che i dazi aumentati avrebbero ostacolato il commercio internazionale, ridotto le esportazioni e contribuito ad aumentare i prezzi per i consumatori .
Nel lungo periodo, la legge pose le basi per altre leggi tariffarie protezionistiche, che culminarono nel più noto Smoot-Hawley Tariff Act del 1930, che ebbe effetti ancora più devastanti sul commercio globale durante la Grande Depressione .
L'Emergency Tariff Act del 1921 rappresenta una fase cruciale nell'evoluzione della politica commerciale statunitense, evidenziando il passaggio verso una maggiore protezione dell'industria nazionale in un periodo di incertezze economiche. Sebbene il suo scopo fosse quello di affrontare una situazione di emergenza, la legge segnalò anche un trend più ampio di protezionismo che avrebbe influenzato la politica economica degli Stati Uniti negli anni successivi .

### Tariff Act del 1922
Il Tariff Act del 1922, noto anche come Fordney-McCumber Tariff, fu una legge degli Stati Uniti che aumentò significativamente le tariffe doganali su molte importazioni, nel tentativo di proteggere le industrie e l’agricoltura nazionali dopo la Prima Guerra Mondiale.
Alla fine della Prima Guerra Mondiale, gli Stati Uniti affrontarono un'economia in transizione, in particolare per il settore agricolo, che subì un calo della domanda estera e un conseguente abbassamento dei prezzi dei prodotti. Per contrastare questa situazione, il Congresso, controllato dal Partito Repubblicano, promosse un aumento delle tariffe doganali al fine di proteggere i produttori americani.
Il provvedimento introdusse due innovazioni significative nel calcolo dei dazi doganali:
- La tariffa scientifica, che aveva lo scopo di eguagliare i costi di produzione tra paesi per impedire che le merci straniere venissero vendute a prezzi inferiori[108].
- Il criterio del prezzo di vendita americano, secondo cui il dazio veniva calcolato non sul prezzo estero del prodotto ma sul prezzo di vendita interno, aumentando di fatto la protezione delle industrie nazionali[108].

La legge concesse inoltre al presidente il potere di modificare le tariffe in base alle raccomandazioni della Tariff Commission.
Le tariffe aumentarono in media al 38,5% per i beni soggetti a dazio e al 14% sulle importazioni totali.
Le conseguenze della legge furono molteplici:
- Agricoltura: i costi dei macchinari agricoli aumentarono sensibilmente. Un aratro da 14 pollici, che nel 1918 costava 14 dollari, nel 1926 ne costava 28[109].
- Politica commerciale internazionale: le nazioni europee risposero con tariffe di ritorsione. La Francia aumentò le tariffe sulle automobili dal 45% al 100%, la Spagna del 40%, mentre Germania e Italia imposero dazi aggiuntivi sul grano statunitense[109].

La legge fu sostenuta principalmente dai repubblicani e da rappresentanti degli interessi industriali e agricoli. Fu invece duramente criticata da democratici e progressisti, che la consideravano dannosa per i consumatori e per il commercio estero. Secondo l’American Farm Bureau, gli agricoltori persero oltre 300 milioni di dollari l’anno a causa delle tariffe.
Tra i critici vi fu anche Henry Ford, che riteneva che la sua industria non avesse bisogno di protezione e che l’espansione sui mercati esteri fosse ostacolata dalle misure tariffarie.
Il Fordney-McCumber Tariff è considerato un esempio di politica economica protezionistica che contribuì all’inasprimento delle tensioni commerciali internazionali, anticipando gli squilibri che portarono alla Grande Depressione. La legge fu seguita, nel 1930, dallo Smoot-Hawley Tariff Act, che aggravò ulteriormente il declino del commercio globale.

### Smoot-Hawley Tariff Act
Il Smoot-Hawley Tariff Act, ufficialmente noto come United States Tariff Act of 1930, fu una legge federale statunitense firmata dal presidente Herbert Hoover il 17 giugno 1930. Promossa dal senatore Reed Smoot e dal rappresentante Willis C. Hawley, la legge aumentò i dazi doganali su oltre 20.000 prodotti importati, con l'obiettivo di proteggere l'economia nazionale durante le prime fasi della Grande Depressione.
Il provvedimento fu concepito in un periodo di crescente pressione economica dovuta al crollo della borsa del 1929, che aveva destabilizzato il mercato statunitense e alimentato richieste di protezionismo da parte dei settori agricoli e industriali.
La legge incrementò i dazi su circa 900 categorie di prodotti, portando le tariffe medie dal 40% al 60%, rappresentando così una delle revisioni più significative del sistema tariffario statunitense dell’epoca.
L’adozione dello Smoot-Hawley Tariff Act generò forti reazioni da parte della comunità internazionale. Numerosi paesi, tra cui Canada, Francia, Italia e Regno Unito, risposero con misure di ritorsione tariffaria, innescando una spirale protezionistica che contribuì a una drastica riduzione del commercio globale. Tra il 1929 e il 1934, il commercio mondiale diminuì di circa il 65%, un dato spesso correlato agli effetti delle politiche protezionistiche avviate con questa legge.
Contrariamente alle intenzioni originarie, la legge contribuì ad aggravare la crisi economica: le esportazioni statunitensi crollarono e molti settori produttivi subirono pesanti perdite, specialmente in ambito agricolo. Le conseguenze del provvedimento furono talmente negative che molti storici e analisti economici considerano lo Smoot-Hawley uno dei principali errori di politica economica del periodo.
A seguito del fallimento dello Smoot-Hawley Tariff Act, gli Stati Uniti iniziarono a rivedere la propria strategia commerciale, adottando dal 1934 il Reciprocal Trade Agreements Act, che segnò l’inizio di una politica più aperta e multilaterale.
Il caso dello Smoot-Hawley è spesso citato come monito contro le derive protezionistiche e rimane oggetto di dibattito nei confronti tra diverse scuole economiche, specialmente nei momenti di crisi globale.

### Reciprocal Tariff Act del 1934
Il Reciprocal Trade Agreements Act del 1934 (RTAA) è una legge federale approvata dal Congresso degli Stati Uniti il 12 giugno 1934, durante l'amministrazione del presidente Franklin D. Roosevelt, con l'obiettivo di ridurre le tariffe doganali e promuovere il commercio internazionale attraverso accordi bilaterali basati sul principio di reciprocità.
Nel periodo successivo alla Grande Depressione, gli Stati Uniti avevano adottato politiche protezionistiche, culminate nello Smoot-Hawley Tariff Act del 1930, che aumentò significativamente i dazi su centinaia di prodotti importati, provocando ritorsioni da parte di numerose nazioni e una forte contrazione del commercio globale. Il nuovo corso politico inaugurato da Roosevelt nel 1933, noto come New Deal, includeva una revisione della politica commerciale. Il Segretario di Stato Cordell Hull fu tra i principali fautori di un orientamento più aperto agli scambi, convinto che il libero commercio fosse essenziale per la pace e la prosperità internazionale.
Il Reciprocal Trade Agreements Act conferì al Presidente l'autorità di negoziare direttamente con altri paesi la riduzione dei dazi doganali, senza dover passare ogni volta per l'approvazione del Congresso. Il testo legislativo prevedeva la possibilità di abbassare le tariffe fino al 50% rispetto ai livelli imposti dallo Smoot-Hawley Tariff Act. Il meccanismo introdotto si basava su accordi bilaterali in cui gli Stati Uniti concedevano riduzioni tariffarie in cambio di concessioni equivalenti da parte dei paesi partner. Gli accordi avevano una durata limitata (tre anni, rinnovabili) e dovevano essere notificati al Congresso.
Tra il 1934 e il 1945, gli Stati Uniti stipularono 22 accordi bilaterali tariffari grazie al potere conferito dal RTAA. Questi accordi contribuirono all'espansione delle esportazioni statunitensi e favorirono una maggiore integrazione economica con paesi chiave, come il Canada, il Regno Unito e diversi stati dell’America Latina. Il RTAA costituì inoltre la base per lo sviluppo di un nuovo approccio istituzionale alla politica commerciale statunitense, riducendo l’influenza di gruppi di interesse protezionisti grazie alla centralizzazione del processo negoziale nel potere esecutivo.
L’approccio negoziale istituzionalizzato dal RTAA fu successivamente incorporato in accordi multilaterali come il General Agreement on Tariffs and Trade (GATT) del 1947, che rappresentò il primo passo verso la liberalizzazione globale del commercio internazionale. Anche istituzioni come l'Export-Import Bank of the United States, fondata nel 1934 per sostenere l'export americano, si svilupparono parallelamente al RTAA, nel contesto del New Deal, con l’obiettivo di rafforzare la capacità competitiva degli Stati Uniti sui mercati esteri.

### General Agreement on Tariffs and Trade del 1947
L'Accordo generale sulle tariffe doganali e sul commercio (in inglese: General Agreement on Tariffs and Trade), meglio conosciuto come AGTC o GATT, è un accordo internazionale, firmato il 30 ottobre 1947 a Ginevra, in Svizzera, da 23 paesi, per stabilire le basi per un sistema multilaterale di relazioni commerciali con lo scopo di favorire la liberalizzazione del commercio mondiale.

### Trade Expantion Act del 1962
Il Trade Expansion Act del 1962 è una legge federale degli Stati Uniti, firmata dal presidente John F. Kennedy l'11 ottobre 1962, che conferì al presidente l'autorità di negoziare riduzioni tariffarie per promuovere le esportazioni statunitensi e rafforzare le relazioni economiche internazionali.
La legge fu proposta nell’ambito della politica della Nuova Frontiera dell’amministrazione Kennedy, in risposta alla crescente integrazione economica europea e alla necessità per gli Stati Uniti di mantenere la competitività sui mercati globali. L'obiettivo principale del Trade Expansion Act era quello di fornire al presidente i mezzi per negoziare riduzioni tariffarie e altri accordi commerciali multilaterali, specialmente in vista dei negoziati GATT del Kennedy Round.
Il Congresso concesse al presidente il potere di ridurre le tariffe fino al 50% rispetto ai livelli del 1° luglio 1962, quando ciò fosse reciprocato dai partner commerciali stranieri. Una delle sezioni più rilevanti del Trade Expansion Act è la Sezione 232, che consente al presidente di adottare misure restrittive sulle importazioni se queste minacciano la sicurezza nazionale. Il processo prevede un'indagine da parte del Dipartimento del Commercio, seguita da un rapporto al presidente con raccomandazioni, e infine una decisione presidenziale sulle misure da adottare. La Sezione 232 è stata utilizzata in diverse occasioni nella storia recente, tra cui nel 2018, quando l'amministrazione Trump impose tariffe sull'acciaio e sull'alluminio invocando motivi di sicurezza nazionale.
Il Trade Expansion Act rappresentò un punto di svolta nella politica commerciale degli Stati Uniti, passando da un approccio prevalentemente protezionistico a uno più orientato alla liberalizzazione degli scambi, con un impatto duraturo sui negoziati commerciali internazionali e sulla struttura dell’economia statunitense.

### Trade Act del 1974
Il Trade Act del 1974 è una legge federale degli Stati Uniti (Public Law 93-618) promulgata il 3 gennaio 1975 con l'obiettivo di promuovere un sistema economico mondiale aperto, non discriminatorio e equo. La legge mirava a stimolare la concorrenza leale e libera tra gli Stati Uniti e le nazioni straniere, favorendo la crescita economica e la piena occupazione negli Stati Uniti .
Negli anni '70, l'economia statunitense affrontava sfide significative, tra cui l'aumento delle importazioni e la concorrenza straniera. Il Trade Act del 1974 fu introdotto per rafforzare la posizione commerciale degli Stati Uniti, conferendo al Presidente l'autorità di negoziare accordi commerciali e affrontare pratiche commerciali estere considerate ingiuste o dannose per l'economia nazionale .
Il Trade Act del 1974 introdusse la cosiddetta "fast track authority", che consentiva al Presidente di negoziare accordi commerciali che il Congresso poteva approvare o respingere, ma non modificare o filibustare. Questa autorità fu fondamentale per le negoziazioni del Tokyo Round nell'ambito del GATT e fu successivamente estesa per facilitare altri accordi commerciali . La Sezione 201 autorizzava la Commissione per il Commercio Internazionale degli Stati Uniti (USITC) a indagare su petizioni presentate da industrie o lavoratori statunitensi che sostenevano di subire danni a causa delle importazioni. Se veniva riscontrato un danno, il Presidente poteva adottare misure restrittive per proteggere l'industria nazionale . La Sezione 301 conferiva al Presidente l'autorità di affrontare pratiche commerciali estere considerate ingiuste o discriminatorie. Questa sezione è stata utilizzata per imporre sanzioni contro paesi che violavano accordi commerciali o adottavano pratiche dannose per il commercio e gli investimenti statunitensi . Il Trade Act del 1974 istituì programmi di assistenza per i lavoratori, le imprese e le comunità colpite negativamente dal commercio internazionale. Questi programmi fornivano supporto per la riqualificazione professionale, l'assistenza al reddito e altri servizi per facilitare la transizione verso nuove opportunità lavorative .
Il Trade Act del 1974 ha avuto un impatto significativo sulla politica commerciale degli Stati Uniti, fornendo strumenti per promuovere gli interessi commerciali nazionali e affrontare pratiche estere considerate dannose. Le disposizioni del Trade Act sono state utilizzate in diverse occasioni, tra cui le recenti tensioni commerciali con la Cina, dove la Sezione 301 è stata invocata per imporre tariffe su beni cinesi .

### Trade Agreements Act del 1979
Il Trade Agreements Act del 1979 (TAA) è una legge federale degli Stati Uniti d'America che ha come obiettivo principale quello di facilitare e regolamentare le relazioni commerciali internazionali degli Stati Uniti, in particolare con riferimento agli appalti pubblici e agli accordi commerciali internazionali. La legge ha avuto un impatto significativo sul modo in cui le agenzie federali statunitensi gestiscono i contratti di approvvigionamento, stabilendo specifiche normative per favorire l'acquisto di beni provenienti da paesi che hanno stipulato accordi commerciali con gli Stati Uniti .
La TAA è stata approvata durante l'amministrazione del presidente Jimmy Carter e si inserisce in un più ampio movimento di riforma delle politiche commerciali, con un focus particolare sulla riduzione delle barriere tariffarie e non tariffarie al commercio internazionale. La legge rispondeva a un'esigenza di uniformare le pratiche di approvvigionamento delle agenzie governative, soprattutto per quanto riguarda la partecipazione di paesi esteri agli appalti pubblici statunitensi .
Una delle principali disposizioni della TAA è che gli appalti pubblici federali devono privilegiare l'acquisto di beni e servizi provenienti da paesi che abbiano firmato accordi commerciali con gli Stati Uniti. Questi accordi sono finalizzati a garantire il reciproco accesso ai mercati, eliminando le discriminazioni nei confronti dei fornitori esteri .    Il Trade Agreements Act stabilisce che gli Stati Uniti possano negoziare e stipulare accordi commerciali con altri paesi, che abbiano un impatto diretto sulle politiche di acquisto pubblico. In virtù di questi accordi, i fornitori di paesi firmatari hanno la possibilità di partecipare a gare d'appalto pubbliche federali con pari opportunità rispetto ai fornitori statunitensi .    La legge prevede alcune eccezioni alle regole di preferenza per i beni provenienti dai paesi firmatari degli accordi commerciali. In particolare, sono previste deroghe nei casi in cui la sicurezza nazionale degli Stati Uniti richieda restrizioni particolari sugli approvvigionamenti .    Il Trade Agreements Act impone alle agenzie federali di conformarsi a specifiche normative quando acquisiscono beni da paesi stranieri, stabilendo regole rigorose per garantire che gli acquisti siano fatti in modo equo e che i fornitori esteri rispettino gli standard statunitensi. Le normative di conformità sono dettagliate in regolamenti amministrativi, come il Federal Acquisition Regulation (FAR) .
La TAA ha avuto una serie di impatti sul commercio internazionale e sugli appalti pubblici. Ha contribuito ad aprire i mercati statunitensi ai fornitori internazionali, incoraggiando una maggiore concorrenza e favorendo la qualità e la competitività. Allo stesso tempo, ha posto vincoli che garantiscono che gli appalti pubblici siano gestiti in modo trasparente e che rispettino gli obblighi internazionali degli Stati Uniti .
Nel corso degli anni, la legge è stata modificata e aggiornata per riflettere i cambiamenti nelle politiche commerciali e nelle dinamiche internazionali. L'implementazione della TAA è stata supportata da diverse agenzie governative, inclusa la General Services Administration (GSA), che ha facilitato l'adozione delle normative e il monitoraggio della conformità. Le modifiche sono state spesso in risposta a nuovi accordi commerciali e alle esigenze di adattamento alle nuove realtà economiche globali .
Il Trade Agreements Act del 1979 ha avuto un'importante influenza sul commercio e sugli appalti pubblici degli Stati Uniti, facilitando l'accesso ai mercati globali e migliorando la trasparenza nelle pratiche di approvvigionamento federali. Sebbene abbia portato numerosi benefici, la legge continua a essere soggetta a modifiche per rispondere alle esigenze di un'economia globale in continua evoluzione .

### Trade and Tariff Act del 1984
Il Trade and Tariff Act del 1984 (Pub. L. 98–573) è una legge federale degli Stati Uniti approvata dal 98º Congresso e firmata dal presidente Ronald Reagan il 30 ottobre 1984. La legge mirava a riformare le normative commerciali statunitensi, autorizzare la negoziazione di accordi commerciali, estendere le preferenze tariffarie e modificare il trattamento tariffario di determinati articoli.
Il disegno di legge H.R. 3398 fu introdotto alla Camera dei Rappresentanti il 23 giugno 1983 dal deputato Sam Gibbons (D–FL). Dopo l'approvazione alla Camera e al Senato, il testo definitivo fu approvato il 9 ottobre 1984 e firmato in legge il 30 ottobre.
La legge includeva riforme strutturali al sistema commerciale degli Stati Uniti:
- Modifiche alla Sezione 301 del Trade Act del 1974, per rafforzare gli strumenti a disposizione dell'amministrazione per contrastare pratiche commerciali sleali[155].
- Autorizzazione alla negoziazione di accordi commerciali bilaterali, in particolare con Israele e Canada[152].
- Estensione del Sistema Generalizzato di Preferenze (GSP), favorendo l’accesso al mercato statunitense per i paesi in via di sviluppo[156].
- Revisione delle tariffe su prodotti specifici, tra cui componenti per biciclette, macchinari e beni di consumo[157].

Il presidente Ronald Reagan definì la legge come "la più significativa legislazione commerciale in un decennio", sottolineando il ruolo della legge nel rafforzare la posizione commerciale degli Stati Uniti nel mondo e nel promuovere relazioni commerciali più eque.

### Omnibus Trade Act del 1988
L’Omnibus Foreign Trade and Competitiveness Act del 1988 (Pub.L. 100–418) è una legge federale degli Stati Uniti promulgata il 23 agosto 1988. Essa mirava a migliorare la competitività dell’industria statunitense e riequilibrare il commercio internazionale.
Durante gli anni '80, gli Stati Uniti affrontavano un crescente deficit commerciale. La legge fu concepita in risposta a squilibri strutturali del commercio internazionale e a pratiche estere percepite come scorrette.
La legge estese la Sezione 301 del Trade Act del 1974, introducendo il meccanismo Super 301 per identificare le barriere commerciali più rilevanti e Special 301 per tutelare i diritti di proprietà intellettuale. Il Dipartimento del Tesoro fu incaricato di analizzare le politiche valutarie dei partner commerciali, autorizzando azioni correttive in caso di manipolazione dei tassi di cambio. La legge rafforzò le attività federali di supporto alle esportazioni con il "Export Enhancement Act of 1988", volto ad aumentare la competitività esterna delle imprese statunitensi. La legge introdusse anche la procedura fast-track per la ratifica di accordi commerciali internazionali, limitando il ruolo del Congresso alla sola approvazione o rigetto, senza possibilità di emendamento.
La legge fu un punto di svolta nella politica commerciale statunitense, promuovendo strumenti di difesa commerciale più aggressivi e nuove modalità di promozione industriale.

## XXI secolo

### Dazi sull'acciaio del 2002
Lo Steel Tariff Act del 2002 si riferisce all'insieme di misure protezionistiche introdotte dal presidente degli Stati Uniti George W. Bush nel marzo 2002, che imposero dazi sulle importazioni di alcuni prodotti siderurgici per un periodo di tre anni e un giorno .
Nel giugno 2001, l'amministrazione Bush avviò l'Iniziativa sull'acciaio, articolata in tre punti: una richiesta alla Commissione per il Commercio Internazionale degli Stati Uniti (USITC) per un'indagine ai sensi della Sezione 201 del Trade Act del 1974, l'impegno alla riduzione dell'eccesso di capacità produttiva globale e l'avvio di negoziati multilaterali sul commercio dell'acciaio . A seguito dell'indagine, che concluse l'esistenza di gravi danni per l’industria siderurgica statunitense, furono imposti dazi compresi tra l’8% e il 30% su una serie di prodotti in acciaio .
Le tariffe riguardarono principalmente dieci categorie di prodotti siderurgici, mentre alcune nazioni, come Canada, Messico, Giordania e Israele, furono esentate .
Secondo uno studio di Trade Partnership Worldwide, nel 2002 i dazi sull'acciaio portarono alla perdita di circa 200.000 posti di lavoro nel settore manifatturiero, superando il numero totale di occupati nell’industria siderurgica statunitense, pari a 187.500 .
Un’analisi del CESifo pubblicata nel 2022 dimostrò che, mentre le tariffe non aumentarono l’occupazione nel settore siderurgico, causarono perdite significative nei settori che dipendono dall’acciaio, con effetti negativi persistenti anche dopo la fine dei dazi .
L’Unione europea e altri partner commerciali espressero forte opposizione ai dazi statunitensi, giudicandoli una violazione delle regole dell’Organizzazione Mondiale del Commercio. L’UE minacciò contromisure commerciali, aggravando le tensioni tra Stati Uniti ed Europa .
Nel dicembre 2003, il presidente Bush revocò i dazi, sostenendo che l'obiettivo della misura era stato raggiunto e che l'economia era cambiata nel frattempo. Tuttavia, il programma di monitoraggio delle importazioni siderurgiche (SIMA) fu mantenuto .
Molti osservatori ritennero che i dazi del 2002 rappresentassero un esempio di politica economica protezionistica dai risultati controversi. Sebbene l'intento fosse quello di proteggere i produttori nazionali, i costi per i settori industriali dipendenti dall'acciaio furono considerevoli . Alcuni analisti sottolinearono come la misura avesse avuto anche un impatto negativo sull’immagine internazionale degli Stati Uniti e sulla coerenza della loro politica commerciale .

### Trade Act del 2002
Il Trade Act del 2002 (Pub.L. 107–210), approvato dal Congresso degli Stati Uniti il 6 agosto 2002, è una legge fondamentale che ha avuto un impatto significativo sulla politica commerciale e sul welfare economico, cercando di rispondere alle sfide del mercato globale e ai cambiamenti nelle dinamiche lavorative statunitensi. La legge è stata proposta in un contesto di crescente globalizzazione, in cui si cercava di migliorare la competitività degli Stati Uniti, sostenere i lavoratori danneggiati dalla globalizzazione e migliorare la posizione commerciale globale del paese .
Uno degli obiettivi principali del Trade Act del 2002 era quello di garantire un adeguato supporto ai lavoratori che avevano perso il lavoro a causa delle politiche commerciali internazionali, in particolare attraverso l'adozione di misure di assistenza economica per i "trade-affected workers" (lavoratori colpiti dal commercio) . La legge ha introdotto un sistema di indennizzo per quei lavoratori che avevano subito danni diretti dalla concorrenza estera, con l’intento di fornire risorse per la riqualificazione e il reinserimento professionale . La legge ha anche creato una serie di politiche commerciali e normative per stimolare il commercio internazionale e ha visto la creazione di diverse nuove opportunità per il commercio estero, compresa l'espansione degli accordi bilaterali e multilaterali. Uno degli aspetti più rilevanti è stata la riforma delle politiche riguardanti i programmi di assistenza e sostegno al reddito per i lavoratori che avevano perso il lavoro in seguito a spostamenti produttivi all'estero .
Il Trade Act del 2002 ha ampliato il programma Trade Adjustment Assistance (TAA), che fornisce benefici a coloro che sono stati colpiti dalla delocalizzazione delle industrie in altri paesi. L'assistenza includeva fondi per la riqualificazione professionale, benefici per la salute e la possibilità di ricevere una formazione per l'ottenimento di nuove competenze, al fine di migliorare le possibilità di rioccupazione in altri settori . Inoltre, è stato previsto un esteso supporto alla salute tramite il Health Coverage Tax Credit (HCTC), un credito fiscale che ha aiutato i lavoratori disoccupati a continuare a pagare i premi sanitari durante il periodo di transizione lavorativa .
Oltre al supporto ai lavoratori, la legge ha anche modificato la politica commerciale degli Stati Uniti. Ha conferito al presidente degli Stati Uniti il potere di negoziare e applicare gli accordi commerciali con altri paesi, sotto la supervisione del Congresso . La legge ha anche rafforzato le relazioni commerciali con paesi in via di sviluppo, creando un quadro per nuove trattative e accordi, che ha incluso la creazione di nuovi strumenti per migliorare le politiche agricole e industriali a livello globale . Un aspetto rilevante è stata la riforma delle leggi sul commercio con Cuba, che è stata influenzata da questa legge, permettendo una maggiore apertura verso il mercato cubano, seppur con forti limitazioni .
Il Trade Act del 2002 ha ricevuto ampie critiche e supporto. Da un lato, i sostenitori hanno lodato l'espansione dei benefici per i lavoratori disoccupati e la riforma delle politiche commerciali . Dall’altro, alcuni critici hanno evidenziato che la legge non ha affrontato in modo sufficiente i problemi più ampi della disuguaglianza economica e dei danni a lungo termine causati dalla globalizzazione . Alcuni esperti hanno anche sollevato preoccupazioni riguardo alla sostenibilità a lungo termine di questi programmi di sostegno, sostenendo che potrebbero non essere sufficienti a garantire la sicurezza economica duratura dei lavoratori colpiti . Inoltre, l'efficacia della riforma commerciale è stata dibattuta, con alcuni che sostenevano che l'accesso ai mercati internazionali non fosse compensato in modo adeguato dalle politiche interne di supporto .

### Dazi sui pneumatici cinesi del 2009
I dazi sui pneumatici cinesi del 2009 furono una misura commerciale adottata dall'amministrazione del presidente Barack Obama per contrastare l'aumento delle importazioni di pneumatici per autovetture e camion leggeri provenienti dalla Cina.
Tra il 2004 e il 2008, le importazioni statunitensi di pneumatici dalla Cina triplicarono, passando da circa 14,6 milioni a 46 milioni di unità, mentre la produzione interna diminuì e numerosi stabilimenti furono chiusi.
L’11 settembre 2009, il presidente Obama approvò l’imposizione di dazi doganali del 35% nel primo anno, 30% nel secondo e 25% nel terzo, sulla base di una petizione presentata dal sindacato United Steelworkers. La misura fu la prima applicazione della clausola di salvaguardia prevista per la Cina al momento del suo ingresso nell’Organizzazione Mondiale del Commercio.
I sindacati accolsero favorevolmente la misura, sostenendo che avrebbe salvato posti di lavoro nel settore della produzione domestica di pneumatici. Tuttavia, rivenditori e importatori statunitensi criticarono la decisione, avvertendo che avrebbe causato un aumento dei prezzi per i consumatori. La Cina reagì presentando un ricorso all’Organizzazione Mondiale del Commercio, sostenendo che i dazi violavano gli accordi multilaterali. Nel 2011, l’OMC respinse il ricorso cinese, confermando la legittimità della misura adottata dagli Stati Uniti.
Uno studio del Peterson Institute for International Economics stimò che i dazi salvarono circa 1.200 posti di lavoro negli Stati Uniti, ma costarono ai consumatori americani circa 1,1 miliardi di dollari in aumenti dei prezzi, ovvero circa 900.000 dollari per ogni posto di lavoro salvato. Inoltre, l'aumento dei prezzi avrebbe causato la perdita di circa 3.700 posti di lavoro nel settore della vendita al dettaglio.
I dazi sui pneumatici cinesi del 2009 sono considerati un esempio emblematico delle tensioni tra protezionismo economico e liberalizzazione del commercio internazionale. La loro applicazione ha avuto conseguenze complesse, sia sul piano economico interno che nelle relazioni commerciali con la Cina.

### Dazi durante l'amministrazione Trump I (2018)
Durante il suo primo mandato (2017–2021), il presidente degli Stati Uniti Donald Trump ha attuato un ampio programma di politiche commerciali protezionistiche, imponendo dazi su numerose categorie di prodotti importati, con l’obiettivo dichiarato di proteggere l’economia statunitense e correggere il deficit commerciale con altri paesi, in particolare la Cina.
L’amministrazione Trump ha giustificato l’imposizione dei dazi anche con argomentazioni legate alla sicurezza nazionale, facendo ricorso alla Sezione 232 del Trade Expansion Act del 1962, in particolare per le misure su acciaio e alluminio.
Nel marzo 2018, gli Stati Uniti hanno imposto dazi del 25% sulle importazioni di acciaio e del 10% su quelle di alluminio, motivando la decisione con questioni di sicurezza nazionale. A partire da metà 2018, l’amministrazione Trump ha intrapreso una serie di azioni tariffarie contro la Cina, accusata di pratiche commerciali scorrette come il trasferimento forzato di tecnologia e il furto di proprietà intellettuale. Nel luglio 2018 sono entrati in vigore dazi del 25% su beni cinesi per un valore di 34 miliardi di dollari, seguiti da ulteriori dazi su altri 16 miliardi ad agosto. Nel settembre 2018, sono stati imposti ulteriori dazi del 10% su 200 miliardi di dollari di prodotti cinesi, con la minaccia di aumentare al 25% nel gennaio 2019. Una tregua temporanea fu raggiunta nel dicembre 2018, durante la quale le due potenze si impegnarono a negoziare senza imporre ulteriori dazi.
Secondo il Tax Foundation, le tariffe imposte dall’amministrazione Trump avrebbero potuto ridurre la produzione economica degli Stati Uniti dell’1,3% nel lungo termine, in assenza di contromisure da parte dei partner commerciali. Uno studio del Peterson Institute for International Economics (PIIE) stima che nel 2018 circa il 14,9% delle importazioni statunitensi era soggetto a misure protezionistiche, principalmente introdotte sotto la presidenza Trump. Le tariffe hanno avuto effetti negativi particolarmente gravi sul settore agricolo statunitense, come dimostrato dalla crisi della soia dovuta alle ritorsioni cinesi.
L’Unione europea ha risposto ai dazi statunitensi con contromisure su una serie di beni simbolo degli Stati Uniti, avviando anche una procedura di salvaguardia sulle importazioni di acciaio. La Cina ha risposto con dazi su prodotti agricoli statunitensi, in particolare la soia.
Gli economisti hanno segnalato che le politiche tariffarie hanno avuto effetti negativi non solo sull’economia, ma anche sul consenso politico dei repubblicani, contribuendo alla perdita di seggi nelle elezioni di medio termine del 2018.

### Dazi durante l'amministrazione Trump II (2025)

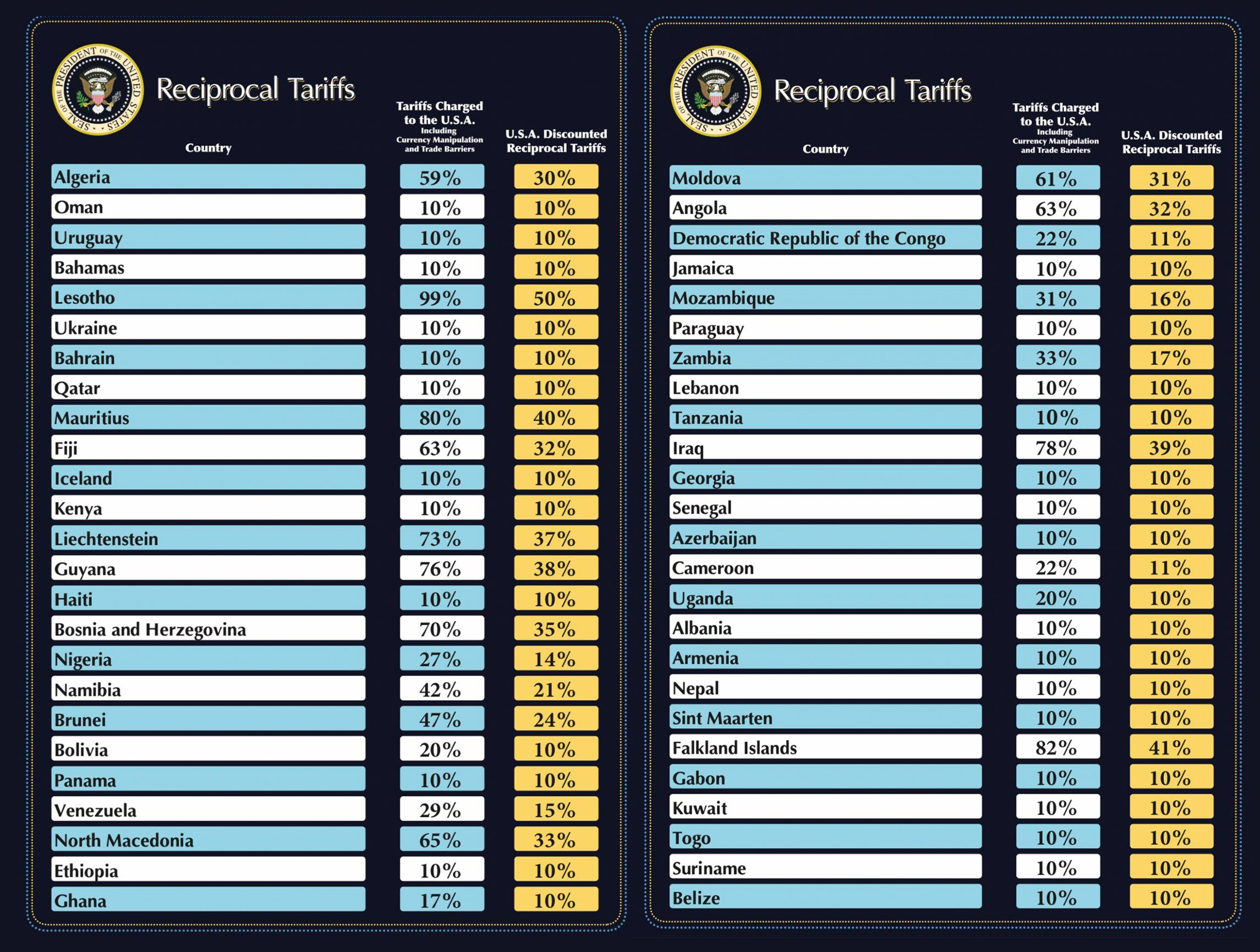
Alcune delle tariffe introdotte il 2 aprile 2025. Si noti che i dati per "Tariffs Charged to the U.S.A." ("Tariffe addebitate agli Stati Uniti") si basano sui disavanzi commerciali, non sulle tariffe.

Il 1° febbraio, dopo il suo insediamento, Trump firmò tre ordini esecutivi che introducevano dazi del 25% su beni provenienti da Messico e Canada e del 10% sulla Cina, con un dazio ridotto del 10% sulle esportazioni canadesi di energia. In risposta Messico e Canada annunciarono dazi di ritorsione, costringendo Trump a sospendere temporaneamente i dazi. Dopo un mese, i dazi furono ripristinati, con un aumento al 20% per la Cina, che a sua volta impose dazi del 15% su alcune importazioni. Il 4 marzo, Trump sospese nuovamente i dazi su Canada e Messico per un mese, mantenendo attivi quelli sulla Cina. Il 2 aprile, il presidente Usa annunciò l'imposizione di dazi variabili (tra il 10% e il 50%) su 180 paesi, basati sul principio dei "Reciprocal Tariffs". L'Unione europea (inclusi Italia, Francia e Germania) accettò un dazio del 20%, mentre il Regno Unito ricevette il minimo del 10%. La Cina vide un incremento al 34%, il Giappone al 24%, mentre la Russia fu esentata dai dazi a causa del conflitto in Ucraina.